# ریجین ولاسکز

«ما خیلی فقیر بودیم، اما خوشبخت بودیم. پدر و مادرم همیشه مطمئن می‌شدند که سر وقت غذا بخوریم، و همین برای من کافی بود. [پدرم] اسکولیوز داشت و در یک پروژه ساختمانی کار می‌کرد، اما درآمدش کافی نبود. مادرم در مدیریت پول خیلی خوب بود؛ او می‌توانست همان مقدار اندکی را که داشتیم طوری مدیریت کند که کفاف زندگی‌مان را بدهد.»

—ریجین ولاسکز دربارهٔ دوران کودکی‌اش
ریجین اِنکارناسیون آنسونگ وِلاسکز (انگلیسی: Regine Velasquez؛ ‏‎/rɪˈdʒiːn vɛˈlæskɛz/‎ rij-EEN vel-ASK-ez؛ ‏ زادهٔ ۲۲ آوریل ۱۹۷۰) بازیگر، خواننده و مجری تلویزیون اهل فیلیپین است. وی که از سال ۱۹۸۶ میلادی تاکنون مشغول فعالیت بوده است یکی از تأثیرگذارترین چهره‌های فرهنگ عامه فیلیپین محسوب می‌شود و به دلیل گسترهٔ صوتی و تکنیک آوازخوانی قدرتمند خود شهرت دارد. او در دوران کودکی آموزش صدای غیرمتعارفی داشت و برای تمرین، تا گردن در دریا فرومی‌رفت. ولاسکز پس از پیروزی در مسابقهٔ استعدادیابی تلویزیونی آنگ باگونگ کامپسون در سال ۱۹۸۴ و مسابقهٔ آواز آسیا-اقیانوسیه در سال ۱۹۸۹ به شهرت رسید. او با نام چونا در سال ۱۹۸۶ قراردادی با شرکت اونکوآرتز اینترنشنال امضا کرد و تک‌آهنگ «دوباره عاشقم باش» را منتشر کرد که از نظر تجاری ناموفق بود. سال بعد، با نام هنری ریجین ولاسکز و تحت راهنمایی مدیر اجرایی ویوا رکوردز، ویک دل روساریو و تهیه‌کننده رانی اِنارِس، نخستین آلبوم استودیویی خود را با عنوان ریجین (۱۹۸۷) منتشر کرد. او در آلبوم‌های دوم و سوم خود، نوزده ۹۰ (۱۹۹۰) و تاگالا تاگالا (۱۹۹۱) سبک‌های مانیلا ساوند و کوندیمن را تجربه کرد.
ولاسکز پس از امضای قراردادی بین‌المللی با پلی‌گرام رکوردز، با پنجمین آلبوم خود بدون تعصب گوش کن (۱۹۹۴) که بیش از ۷۰۰ هزار نسخه فروخت، در برخی از کشورهای آسیایی موفقیت تجاری خوبی کسب کرد. این آلبوم، که پرفروش‌ترین آلبوم او تاکنون محسوب می‌شود، با تک‌آهنگ «عاشق تو» مورد استقبال قرار گرفت. او در آلبوم‌های بعدی خود، هیجان عشق من (۱۹۹۵) به سبک‌های جاز و موسیقی معاصر بزرگسالان روی آورد و در آلبوم رترو (۱۹۹۶) چندین آهنگ بازخوانی‌شده ارائه کرد. پس از ترک پلی‌گرام و امضای قرارداد با شرکت ام‌جی‌اف در سال ۱۹۹۸، او آلبوم کشیده‌شده را با تأثیرات ریتم اند بلوز منتشر کرد. آلبوم بعدی او، آر۲کی (۱۹۹۹)، شامل بازخوانی آهنگ‌های «بر بال‌های عشق»، «دیگر اینگونه عاشق نخواهم شد» و «نمی‌خواهم هیچ چیزی را از دست بدهم» بود و توانست گواهینامهٔ دوازده‌بار پلاتین از انجمن صنعت ضبط فیلیپین (PARI) دریافت کند.
ولاسکز در فیلم‌های کمدی عاشقانه به تو نیاز دارم (۲۰۰۰) و فقط قول بده (۲۰۰۱) نقش‌های اصلی را ایفا کرد و برای فیلم دوم، جایزهٔ ملکه گیشه را از جوایز سرگرمی گیشه دریافت کرد. بازی او در نقش زنی با ناتوانی ذهنی در یک قسمت از مجموعهٔ آنتولوژی یادت هست؟ (۲۰۰۱) جایزهٔ استار بهترین بازیگر زن برای او به ارمغان آورد. او همچنین در مجموعه‌های تلویزیونی همیشه در قلبم (۲۰۰۴)، من کیم سامسون هستم (۲۰۰۸)، توتوی باتو (۲۰۰۹)، دیوا (۲۰۱۰)، عاشقتم پیر! (۲۰۱۱) و دوشیزهٔ فقیر (۲۰۱۶) به ایفای نقش پرداخت. ولاسکز برای بازی در نقش یک جاعل اسناد در فیلم کمدی از میان همهٔ چیزها (۲۰۱۲) برندهٔ جایزه بهترین بازیگر زن از جوایز گلدن اسکرین شد.
او همچنین در برنامه‌های استعدادیابی تلویزیونی به عنوان مجری ستارهٔ یک شب (۲۰۰۲)، فوق‌ستارهٔ پینوی پاپ (۲۰۰۴) و برخورد (۲۰۱۸) حضور یافت و به عنوان داور در شیفتهٔ ستارگان (۲۰۱۵) و آیدل فیلیپین (۲۰۱۹) فعالیت کرد.
با فروش بیش از ۷ میلیون نسخه در فیلیپین و ۱٫۵ میلیون نسخه در آسیا، ولاسکز پرفروش‌ترین هنرمند موسیقی فیلیپین در تمام دوران است. افتخارات او شامل دو جایزهٔ تلویزیون آسیا، دو جایزهٔ ام‌تی‌وی آسیا، ۲۲ جایزهٔ آویت، ۱۷ جایزهٔ آلیو (از جمله سه جایزهٔ سرگرم‌کنندهٔ سال)، ۲۲ جایزهٔ سرگرمی گیشه و ۱۷ جایزهٔ استار برای موسیقی است. او که با لقب بلبل آسیا شناخته می‌شود، به‌طور مداوم از سوی نسل‌های جدید خوانندگان فیلیپینی به عنوان منبع الهام یاد شده است.

## اوایل زندگی
ریجین اِنکارناسیون آنسونگ وِلاسکز در ۲۲ آوریل ۱۹۷۰ در محلهٔ توندو در شهر مانیل از مادری به نام ترزیتا (با نام‌خانوادگی دوشیزگی انسونگ) و پدری به نام جراردو ولاسکز متولد شد. او سه خواهر به نام‌های کاکای، دیان و دکا و یک برادر به نام جوجو دارد. خانوادهٔ او به هینوندایان در لیته جنوبی نقل مکان کردند و ولاسکز سال‌های ابتدایی زندگی خود را در آنجا گذراند. در سه‌سالگی، او پس از شنیدن لالایی‌های پدرش به موسیقی علاقه‌مند شد. او اغلب به نواختن گیتار و پیانوی مادرش گوش می‌داد، در حالی که پدرش آواز می‌خواند و آهنگ «مستر دی‌جی» از شارون کونتا یکی از اولین آهنگ‌هایی بود که او یادگرفت.
ولاسکز در شش‌سالگی آواز خواندن را شروع کرد. او تحت آموزش فشردهٔ پدرش قرار گرفت که او را تا گردن در دریا فرو می‌برد و او را وادار به انجام تحریر آوازی در آن وضعیت می‌کرد. او این روش غیرمتعارف را عامل تقویت ماهیچه‌های شکم، دیافراگم و افزایش ظرفیت ریه‌های خود می‌داند. اولین رقابت موسیقی او در برنامهٔ کودکان تیتا بتی به میزبانی بتی مندز لیویوکو بود که در آن مقام سوم را کسب کرد.
در ۹ سالگی، خانوادهٔ او به بالاگتاس در بولاکان نقل مکان کردند و در آنجا در آکادمی سنت لارنس مشغول به تحصیل شد و به نمایندگی از مدرسه‌اش در مسابقهٔ آواز سالانه انجمن مدارس خصوصی بولاکان شرکت کرد. در سال ۱۹۸۴، در ۱۴ سالگی، او برای برنامهٔ تلویزیونی استعدادیابی آنگ باگونگ کامپسون آزمون داد و در بخش نوجوانان این مسابقه پذیرفته شد. او توانست جایگاه خود را به مدت هشت هفته متوالی حفظ کند و در نهایت قهرمان مسابقه شد، که منجر به امضای قرارداد ضبط موسیقی با اوکنوآرتز اینترنشنال شد.

## زندگی شخصی
ولاسکز در ژوئن ۲۰۰۷، در مقاله‌ای که توسط مجله یس! منتشر شد، رابطهٔ خود را با خواننده و ترانه‌سرا اوگی آلکاسید اعلام کرد. در ۸ اوت ۲۰۱۰، این زوج نامزدی خود را به‌طور رسمی اعلام کردند و در دسامبر همان سال در ناسوگبو در باتانگاس ازدواج کردند. ولاسکز در ۸ نوامبر ۲۰۱۱، از طریق عمل سزارین فرزندشان ناتانیل جیمز را به دنیا آورد.
ولاسکز یک مسیحی دوباره متولدشده است. او در مارس ۲۰۱۶ فاش کرد که پیش از ازدواج با آلکاسید دچار سقط خودبه‌خودی جنین شده بود و همین موضوع دلیل اصلی گرایش او به این مذهب بوده است. ولاسکز همچنین گفت که در جلسات ویکتوری کریسچن فلوشیپ شرکت می‌کرده است.